# العلاقات التنزانية النيجيرية
العلاقات التنزانية النيجيرية هي العلاقات الثنائية التي تجمع بين تنزانيا ونيجيريا.

## مقارنة بين البلدين
هذه مقارنة عامة ومرجعية للدولتين:
| وجه المقارنة                                              | تنزانيا                        | نيجيريا                     |
| --------------------------------------------------------- | ------------------------------ | --------------------------- |
| المساحة (كم2)                                             | 947.30 ألف                     | 923.77 ألف                  |
| عدد السكان (نسمة)                                         | 57.31 مليون                    | 190.89 مليون                |
| الكثافة السكانية (ن./كم²)                                 | 60.5                           | 206.64                      |
| العاصمة                                                   | دودوما                         | أبوجا، لاغوس                |
| اللغة الرسمية                                             | اللغة السواحلية، لغة إنجليزية  | لغة إنجليزية، اللغة اليوربا |
| العملة                                                    | شيلينغ تانزاني                 | نيرة نيجيرية                |
| الناتج المحلي الإجمالي (بليون دولار)                      | 52.09 مليار                    | 375.77 مليار                |
| الناتج المحلي الإجمالي (تعادل القوة الشرائية) بليون دولار | 138.73 مليار                   | 1.09 تريليون                |
| الناتج المحلي الإجمالي الاسمي للفرد دولار أمريكي          | 878                            | 2.64 ألف                    |
| الناتج المحلي الإجمالي للفرد دولار أمريكي                 | 2.54 ألف                       | 5.91 ألف                    |
| مؤشر التنمية البشرية                                      | 0.521                          | 0.514                       |
| رمز المكالمات الدولي                                      | +255                           | +234                        |
| رمز الإنترنت                                              | .tz                            | .ng                         |
| المنطقة الزمنية                                           | ت ع م+03:00، توقيت شرق أفريقيا | ت ع م+01:00                 |

## منظمات دولية مشتركة
يشترك البلدان في عضوية مجموعة من المنظمات الدولية، منها:
| علم المنظمة | اسم المنظمة                                                | تاريخ انضمام تنزانيا | تاريخ انضمام نيجيريا |
| ----------- | ---------------------------------------------------------- | -------------------- | -------------------- |
|             | وكالة ضمان الاستثمار متعدد الأطراف                         | 19 يونيو 1992        | 12 أبريل 1988        |
|             | الأمم المتحدة                                              | 14 ديسمبر 1961       | 7 أكتوبر 1960        |
|             | العملية المشتركة للاتحاد الأفريقي والأمم المتحدة في دارفور | ?                    | ?                    |
|             | دول الكومنولث                                              | 9 ديسمبر 1961        | ?                    |
|             | منظمة حظر الأسلحة الكيميائية                               | ?                    | ?                    |
|             | منظمة التجارة العالمية                                     | 1995                 | ?                    |
|             | منظمة الشرطة الجنائية الدولية                              | ?                    | ?                    |
|             | الاتحاد الأفريقي                                           | 16 يناير 1964        | ?                    |
|             | البنك الإفريقي للتنمية                                     | ?                    | ?                    |
|             | مؤسسة التنمية الدولية                                      | 6 نوفمبر 1962        | 14 نوفمبر 1961       |
|             | يونسكو                                                     | 6 مارس 1962          | 14 نوفمبر 1960       |
|             | مجموعة دول أفريقيا والكاريبي والمحيط الهادئ                | ?                    | ?                    |
|             | الاتحاد البريدي العالمي                                    | ?                    | ?                    |
|             | البنك الدولي للإنشاء والتعمير                              | 10 سبتمبر 1962       | 30 مارس 1961         |
|             | الاتحاد الدولي للاتصالات                                   | 31 أكتوبر 1962       | 11 أبريل 1961        |
|             | مؤسسة التمويل الدولية                                      | 10 سبتمبر 1962       | 30 مارس 1961         |
|             | المركز الدولي لتسوية المنازعات الاستشارية                  | 17 يونيو 1992        | 14 أكتوبر 1966       |

## وصلات خارجية
- موقع وزارة الخارجية التنزانية
- موقع وزارة الخارجية النيجيرية